# Зюздинцы
Зю́здинские ко́ми, ко́ми-зю́здинцы, зю́здинцы, (самоназвание — пермяки) — этнографическая группа коми-пермяков в Афанасьевском районе (бывшей Зюздинской волости) Кировской области, ранее северо-восток Глазовского уезда Вятской губернии. От коми-пермяков зюздинцев отличает некоторая близость языка и культуры к коми-зырянам, что обусловлено историко-территориальными причинами.

## Численность
В период Российской империи коми-зюздинцы проживали в Бисеровской, Афанасьевской и Гординской волостях Глазовского уезда Вятской губернии, в 1897 году в этом уезде насчитывалось 5364 человека с родным языком пермяцким.
Согласно первой советской переписи 1926 года коми-зюздинцы проживали в Афанасьевской и Гординской волостях Омутнинского уезда Вятской губернии, общая численность  в уезде — 7268 человек. В этих двух волостях насчитывалось всего 252 населённых пункта с пермским населением, в 168 из них пермяков было большинство.
| Волость или сельсовет             | Всё население | Пермяки | %% пермяков |
| Афанасьевская волость             | 13298         | 6239    | 46,92%      |
| --------------------------------- | ------------- | ------- | ----------- |
| сельсоветы Афанасьевской волости: |               |         |             |
| Афанасьевский                     | 1838          | 17      | 0,92%       |
| Бузмаковский                      | 1019          | 127     | 12,46%      |
| Воковский                         | 447           | 170     | 38,03%      |
| Волоховский                       | 351           | 1       | 0,28%       |
| Грязновский                       | 1033          | 216     | 20,91%      |
| Даньковский                       | 681           | 663     | 97,36%      |
| Езжинский                         | 1301          | 522     | 40,12%      |
| Закамский                         | 684           | 602     | 88,01%      |
| Кытмановский                      | 1284          | 957     | 74,53%      |
| Октябрьский                       | 696           | 397     | 57,04%      |
| Пашинский                         | 995           | 959     | 96,38%      |
| Пролетарский                      | 570           | 29      | 5,09%       |
| Трубитанский                      | 508           | 249     | 49,02%      |
| Харинский                         | 1891          | 1330    | 70,33%      |
| Гординская волость                | 5138          | 1025    | 19,95%      |
| сельсоветы Гординской волости:    |               |         |             |
| Верхне-Камский                    | 1531          | 13      | 0,85%       |
| Верхне-Леманский                  | 629           | 74      | 11,76%      |
| Гординский                        | 1030          | 1       | 0,10%       |
| Кулигашурский                     | 399           | 118     | 29,57%      |
| Меркучевский                      | 781           | 686     | 87,84%      |
| Ромашевский                       | 768           | 133     | 17,32%      |
| Бисеровская волость               | 14171         | 3       | 0,02%       |
| Омутнинская волость               | 15531         | 1       | 0,01%       |

Зюздинские пермяки как этнографическая группа к настоящему времени исчезли, влившись в состав окружающего их русского населения. Остались лишь немногочисленные старики, ещё помнящие свой язык. В 50-х годах XX в. их насчитывалось свыше 7 тыс. человек. В 1970 году уже было отмечено 700 пермских коми в районе. Переписью 1989 года в Афанасьевском районе было зарегистрировано только 318 пермских коми. В 2002 году во всей Кировской области 817 человек назвали себя «пермскими коми».

## Антропология
По антропологическим признакам зюздинские коми относятся к вятско-камскому сублапоноидному типу, так же как коми-пермяки Пермского края и сысольские коми-зыряне, характеризующемуся преобладанием европеоидных черт с меньшей, но заметной монголоидной примесью.

## Язык и культура
Говорят на особом диалекте языка коми, близком диалектам наречия пермских коми. Часто язык зюздинских пермяков воспринимается как верхнекамский диалект коми-пермяцкого языка. В настоящее время они пользуются русским языком.
На язык и культуру зюздинцев оказало сильное влияние совместное проживание с русскими старообрядцами. Зюздинские коми переняли и сохранили многое из архаичной северорусской традиции, в народном фольклоре сохранилось много лирических жанров, несказочная проза.
В 1995 году в деревне Московская Афанасьевского района был создан Коми-пермяцкий культурный центр с целью сохранения культурного наследия пермских коми в районе. При нём действует фольклорный коллектив «Ниримдор».

## Сходство с коми-зырянским и коми-пермяцким языками
Некоторые[кто?] причисляют[что?] к зырянскому языку ссылаясь на сходство с южным зырянским диалектом.
Таблица сходства зюздинского диалекта с северно-пермяцким и южно-зырянским диалектами:
| Особенности                                                              | Зюздинский                                          | Северно-пермяцкий                                  | Южно-зырянский                                    |
| ------------------------------------------------------------------------ | --------------------------------------------------- | -------------------------------------------------- | ------------------------------------------------- |
| Деепричастия                                                             | на -иг(мунігас - при ходьбе)                        | на - иг (мунігас) и на -ик(мунікас)                | на -ыг(муныгас)                                   |
| Глагол третьего лица множественного числа будущего и прошедшего времени  | -асӧ (керасӧ — сделают), -исӧ(керисӧ — они сделали) | -асӧ (керасӧ), -исӧ(керисӧ)                        | -асны(керасны), -исны(керисны)                    |
| Выражение оптативного значения глаголом в связке                         | с частицей "мед"                                    | чаще с частицей "мед", редко с "ась"               | с частицей "мед"                                  |
| Глагол второго лица множественного числа настоящего и прошедшего времени | -анӧ(керанӧ — сделаете), -инӧ(керинӧ — вы сделали)  | -атӧ/-анӧ(кератӧ/керанӧ), -итӧ/инӧ(керитӧ, керинӧ) | -анныд(керанныд), -инныд(керинныд)                |
| смягчение анлаутного л перед гласным э                                   | Присутствует                                        | Присутствует у большинства                         | Присутствует у меньшинства                        |
| Множественное число                                                      | -эз(ез) у большинства; -яс у меньшинства            | -эз(ез)                                            | -яс                                               |
| употребление в ауслауте суффиксальной морфемы                            | Звонкое Д(курыд, ыджыд)                             | Чаще глухое Т(Курыт, ыджыт), реже звонкое Д        | Чаще звонкое Д, реже глухое Т                     |
| гласный перед и после мягкого согласного с'                              | Всегда Ы                                            | Чаще И(уджалісь), реже Ы(уджалысь)                 | Одинаково употребительны И и Ы                    |
| Тип произношения Л и В                                                   | Эловый                                              | Эловый                                             | у некоторых эловый, у остальных чередование Л и В |
| модеративный суффикс прилагательных                                      | -сор, -сора                                         | -сора, -сорӧн                                      | -                                                 |